# Datong
Datong (en chino, 大同; pinyin, Dàtóng, conocida como la ciudad del fénix y el carbón "煤都" 和 凤凰城") es una ciudad-prefectura de la provincia de Shanxi en la República Popular China. Situada a 1040 metros sobre el nivel del mar en la cuenca Datong, al oeste de Beijing. Su área es de 14 056 km² y su población total para 2010 superó los 3,3 millones de habitantes. 

## Administración
La ciudad prefectura de Datong está conformada de 11 localidades que se administran en 4 distritos urbanos y 7 condados rurales.
- Distrito Pingcheng (平城区)
- Distrito Kuangqu (矿区)
- Distrito Yungang (云冈区)
- Distrito Xinrong (新荣区)
- Condado Yanggao (阳高县)
- Condado Tianzhen (天镇县)
- Condado Guangling (广灵县)
- Condado Lingqiu (灵丘县)
- Condado Hunyuan (浑源县)
- Condado Zuoyun (左云县)
- Condado Yunzhou (云州区)

## Toponimia
El topónimo Datong significa 'Gran armonía' .
Desde la dinastía Qin hasta las dinastía Qing durante más de 2000 años, aquí se produjeron más de 60 grandes guerras, lo que lo convierte en el lugar con mayor densidad de guerras en Shanxi e incluso en el país de la historia antigua. Por lo tanto, los gobernantes de la dinastía Han llamaron a este lugar donde libraron feroces batallas "Pingcheng" (平城), 'ciudad de paz', con la esperanza de no librar mas batallas en el lugar. 
La dinastía Wei unificó el norte de China, y Pingcheng prosperó como capital (398 AD). El emperador Xiaowen más tarde trasladó la capital a Luoyang (493), y Pingcheng cayó en ruinas a principios del siglo VI durante la Rebelión de las Seis Ciudades (六镇). 
Durante la dinastía Liao se reconstruye y aparece bajo el nombre Datong. Según los Registros Huanyu Tongzhi: Datong "se llama así porque está ubicada en el río Datong" (大同川).
Hay un dicho que dice que cuando los antiguos decían "Datong", querían unificar el mundo por la fuerza. Por ejemplo, durante la dinastía Wei del Norte, el ministro de la ciudad ordenó a Yuan Cheng que presentara una petición al emperador, diciendo: "Debemos conquistar a los débiles y el cielo no está muy lejos, se debe preparar la oportunidad de un Datong" «una gran armonía», y estableció una ciudad en la frontera para administrar el ejército. El emperador Wen de la dinastía Sui, Yang Jian, se llamó a sí mismo "Datong".
Datong, que se encuentra en el cruce de áreas agrícolas y nómadas, siempre ha estado llena de guerras. Durante miles de años, las guerras han sido algo común, los antuguos soñando tener una época dorada, una utopía, llamaron al río que baña la región "Datong".

## Historia
La ciudad fue fundada como Pingchéng (平城) durante la dinastía Han, alrededor del año 200 a. C. Dada su situación, entre dos ramas de la Gran Muralla China, Datong fue un puesto clave para frenar las invasiones de los pueblos bárbaros procedentes del norte. Sin embargo, la función de defensa de la ciudad no fue muy eficaz y en el año 386 uno de estos pueblos, los Tuoba, tomaron la ciudad y fundaron la dinastía Wei del norte. La ciudad fue la capital de esta dinastía hasta el año 495. El papel de ciudad fronteriza se lo devolvió a Datong Gengis Kan, que la conquistó en el año 1211. Su nombre actual lo recibe en 1048.
En 1958 se crea el condado de Datong, en 1964 se cataloga como ciudad-prefectura y en 1993 la ciudad obtiene su división actual.
La dinastía Wei construyó en los alrededores de la ciudad unas grutas destinadas al culto budista. Las 53 grutas de Yungang Shiku se construyeron entre el 460 y el 525 y contienen más de 50.000 esculturas que han convertido la ciudad en un reclamo turístico. Fueron declaradas como Patrimonio de la Humanidad por la Unesco en el año 2001.

## Geografía
Datong yace en una cuenca y su casco urbano está rodeado de montañas, Las Yuhe (御河) de norte a sur y se pueden dividir en tres secciones, las montañas del sur con una elevación media de 1.714 m donde existen los principales yacimientos de carbón, las montañosa centrales, con una elevación no mayor a 1.417 metros y las montañas de la sierra norte escalonada de ladera empinada.

## Clima
La ciudad es fría y seca en el invierno, cálida y húmeda en el verano. Las temperaturas mensuales promedio van de -10 °C en enero y 22 °C en julio, siendo la media anual de 7 °C. Debido a la aridez y la elevación, las temperaturas más bajas se presentán en el día. Más de tres cuartas partes de la precipitación anual ocurre entre junio y septiembre.
| Parámetros climáticos promedio de Datong (1971−2000) | Parámetros climáticos promedio de Datong (1971−2000) | Parámetros climáticos promedio de Datong (1971−2000) | Parámetros climáticos promedio de Datong (1971−2000) | Parámetros climáticos promedio de Datong (1971−2000) | Parámetros climáticos promedio de Datong (1971−2000) | Parámetros climáticos promedio de Datong (1971−2000) | Parámetros climáticos promedio de Datong (1971−2000) | Parámetros climáticos promedio de Datong (1971−2000) | Parámetros climáticos promedio de Datong (1971−2000) | Parámetros climáticos promedio de Datong (1971−2000) | Parámetros climáticos promedio de Datong (1971−2000) | Parámetros climáticos promedio de Datong (1971−2000) | Parámetros climáticos promedio de Datong (1971−2000) |
| Mes                                                  | Ene.                                                 | Feb.                                                 | Mar.                                                 | Abr.                                                 | May.                                                 | Jun.                                                 | Jul.                                                 | Ago.                                                 | Sep.                                                 | Oct.                                                 | Nov.                                                 | Dic.                                                 | Anual                                                |
| ---------------------------------------------------- | ---------------------------------------------------- | ---------------------------------------------------- | ---------------------------------------------------- | ---------------------------------------------------- | ---------------------------------------------------- | ---------------------------------------------------- | ---------------------------------------------------- | ---------------------------------------------------- | ---------------------------------------------------- | ---------------------------------------------------- | ---------------------------------------------------- | ---------------------------------------------------- | ---------------------------------------------------- |
| Temp. máx. media (°C)                                | −3.4                                                 | 0.6                                                  | 7.5                                                  | 16.5                                                 | 23.3                                                 | 27.2                                                 | 28.2                                                 | 26.4                                                 | 21.7                                                 | 15.0                                                 | 5.8                                                  | −1.5                                                 | 13.9                                                 |
| Temp. mín. media (°C)                                | −16.6                                                | −13.0                                                | −6.0                                                 | 1.5                                                  | 8.3                                                  | 13.4                                                 | 16.3                                                 | 14.8                                                 | 8.5                                                  | 1.6                                                  | −6.8                                                 | −14.0                                                | 0.7                                                  |
| Precipitación total (mm)                             | 2.0                                                  | 3.4                                                  | 9.3                                                  | 17.5                                                 | 29.5                                                 | 48.9                                                 | 100.6                                                | 83.1                                                 | 50.6                                                 | 17.6                                                 | 7.5                                                  | 1.6                                                  | 371.6                                                |
| Días de precipitaciones (≥ 0.1 mm)                   | 2.0                                                  | 2.5                                                  | 4.5                                                  | 4.1                                                  | 7.0                                                  | 9.8                                                  | 13.5                                                 | 12.2                                                 | 8.8                                                  | 4.8                                                  | 2.8                                                  | 1.9                                                  | 73.9                                                 |
| Horas de sol                                         | 184.1                                                | 189.4                                                | 222.3                                                | 243.5                                                | 272.5                                                | 265.7                                                | 244.8                                                | 233.9                                                | 234.6                                                | 226.8                                                | 185.8                                                | 167.5                                                | 2670.9                                               |
| Humedad relativa (%)                                 | 50                                                   | 46                                                   | 44                                                   | 38                                                   | 40                                                   | 49                                                   | 65                                                   | 68                                                   | 61                                                   | 53                                                   | 52                                                   | 51                                                   | 51.4                                                 |
| Fuente: China Meteorological Administration          |                                                      |                                                      |                                                      |                                                      |                                                      |                                                      |                                                      |                                                      |                                                      |                                                      |                                                      |                                                      |                                                      |

## Aeropuerto
El aeropuerto que sirve a esta ciudad es el Yungang (大同云冈机场) y se ubica a 15 km del centro en el distrito Yunzhou, se inauguró en enero de 2006 luego de 5 años y una inversión de 290 millones de yuanes. Originalmente fue llamado Datong Beijiazao (大同倍加皂机场) y renombrado en agosto de 2012 por las grutas que son patrimonio de la humanidad.